# Министерство судоходства Индии
Министерство судоходства Индии существует для разработки и администрирования норм, правил и законов, касающихся судоходства. С 2009 года министром судоходства Индии является Г. К. Васан.